# Pallacanestro ai XVIII Giochi dei piccoli stati d'Europa
Le competizioni di pallacanestro ai XVII Giochi dei piccoli stati d'Europa si sono svolte dal 28 maggio al 1º giugno 2019.

## Podi
| Evento           | Oro        | Argento     | Bronzo      |
| Torneo maschile  | Montenegro | Lussemburgo | Islanda     |
| Torneo femminile | Montenegro | Islanda     | Lussemburgo |